# Phlegra parvula
Phlegra parvula là một loài nhện trong họ Salticidae.
Loài này thuộc chi Phlegra. Phlegra parvula được Wanda Wesołowska & Anthony Russell-Smith miêu tả năm 2000.